# نوربيرتو مورارا نيتو
نوربيرت مورارا نيتو (بالبرتغالية: Norberto Murara Neto‏) (19 يوليو 1989–) ويُسمى اختصاراً نيتو (بالبرتغالية: Neto‏) وهو لاعب كُرة قدم برازيلي في مركز حراسة المرمى لصالح نادي ارسنال في الدوري الإنجليزي.
سبق له اللعب مع نادي برشلونة ونادي يوفنتوس ونادي فيورنتينا فالنسيا ولعب أيضاً مع منتخب البرازيل لكرة القدم.